# Saurauia aspera
El mameyito (Saurauia aspera) es una especie de planta perteneciente a la familia Actinidiaceae.

## Clasificación y descripción
Árbol o arbusto de 2 m de alto las ramillas hirsutas (cubiertas por pelos ásperos y duros), algunas veces pubescentes, de color ferruginoso a café oscuro. La hojas miden 4-15 (-23) × 2-6 (-9) cm, angostamente elípticas a angostamente obovadas, cartáceas (como hoja de papel), el haz es de color olivo-café oscuro, y el envés es de color café verdoso a olivo-café, presenta de 8 a 22 venas secundarias, las venas terciarias se encuentran levantadas, presenta pequeños pelos en las nervaduras, la base de la hoja oblicua la base usualmente oblicua, aguda u obtusa, los márgenes son serrados o setosos, el ápice agudo a acuminado; el peciolo  miden 1-2 (-4) cm × c. 1.5 mm, moderadamente a densamente setoso. Inflorescencias de 4-13 × 2-7 cm, con 5-12 (-30) flores; el pedúnculo mide 1-7 cm, es setoso a villoso; pedicelo mide 3-10 mm, es villoso (velludo). Las flores miden 1-1. 5 cm de diámetro; las yemas mide 4-6 mm de diámetro. Presenta 5 sépalos, 2.5-4 × 2-4(-6) mm,  elípticos a ovados o redondos, el haz es glabro y el envés imbricado con una superficie glabra, la superficie expuesta es ligeramente fibrosa. Presenta 5 pétalos de color blanco, miden 6-9 × 4-7 mm, son oblongos u obovados. Estambres 20-30, los filamentos miden 2-2.5 mm, las anteras 1.5-2.5 mm. El ovario presenta 5 lóculos glabro, es estilo mide 5, 4-5 mm. El fruto mide 1-1.5 cm de diámetro, glabro.

## Distribución y ambiente
Bosque mesófilo de montaña y bosque de encinos. 1600 – 2800 m s. n. m. México (Chiapas y Oaxaca), Guatemala; El Salvador; Honduras.

## Estado de conservación
Dentro de la IUCN Red list se encuentra como: Vulnerable A1c por pérdida de hábitat.